# Isla de Wolin

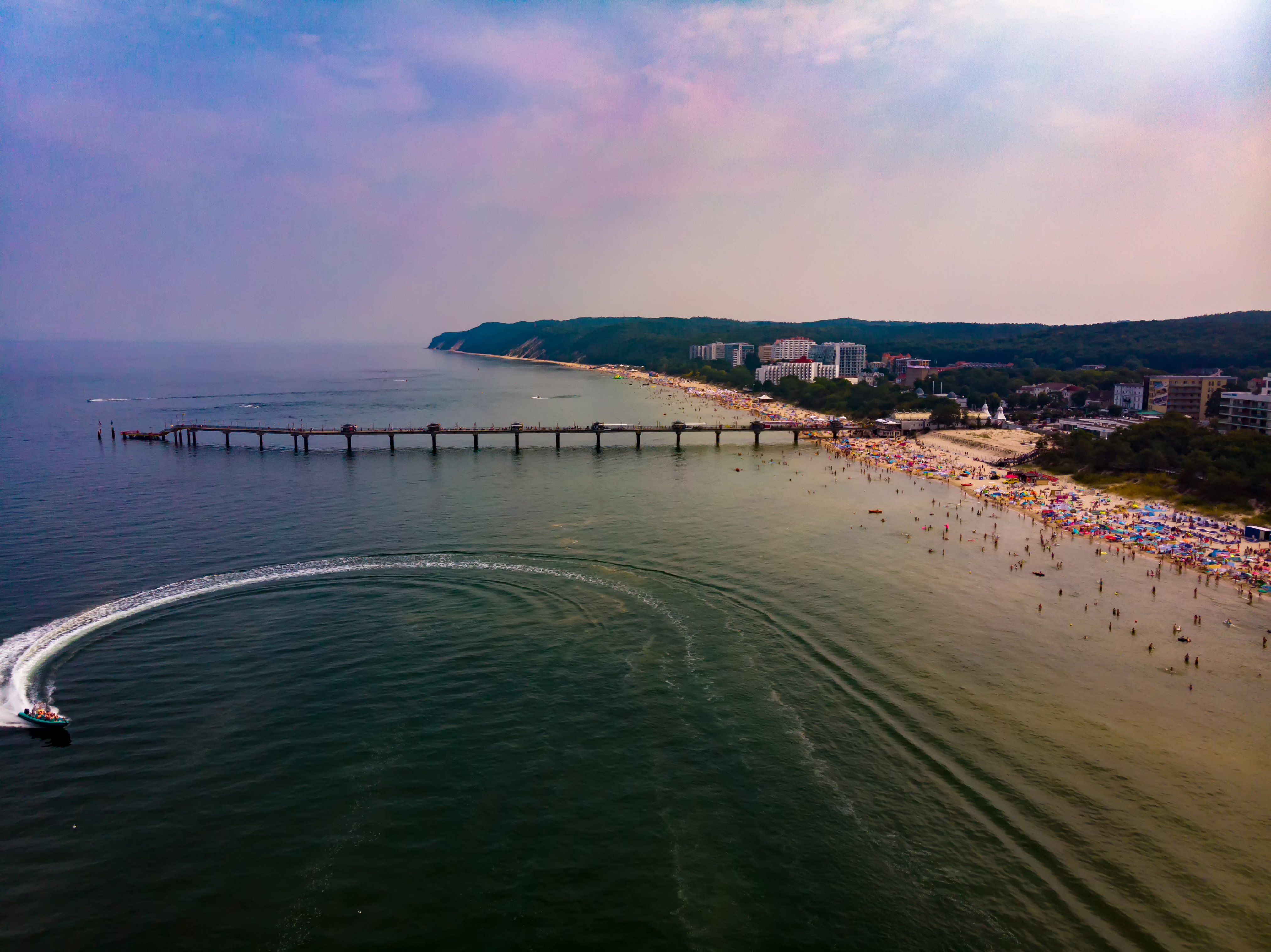
la playa de Międzyzdroje

La isla [de] Wolin (en polaco: Wyspa Wolin; en alemán: Insel Wollin) es una isla costera de Polonia en aguas del mar Báltico. En su extremo sur está la pequeña ciudad de Wolin (4.878 hab. en 2006) que le da nombre. Está separada de la isla de Usedom por el río o canal de Świna, y, de la parte continental de Pomerania, por el Dziwna. Tiene una superficie de 265 km², siendo la mayor del país (Usedom tiene 445 km², pero solo 72 km² son polacos). Administrativamente pertenece al voivodato de Pomerania Occidental.
El origen del nombre se desconoce, aunque probablemente sea eslavo, ya que en eslavo antiguo la palabra «wolyn» significaba humedal, palabra que en el curso del tiempo fue germanizada.
El río Oder (en polaco: Odra) desemboca en la laguna de Szczecin. Desde allí fluye, a través de los ríos Peene (al oeste de la isla de Usedom), Świna y Dziwna en la bahía de Pomerania, bahía que forma parte del mar Báltico.
La mayor parte de la isla consiste en bosques y colinas. En el centro se halla el parque nacional de Wolin. La isla es uno de los principales atractivos turísticos del noroeste de Polonia, y es atravesada por varias rutas turísticas creadas al efecto, como la ruta de Międzyzdroje a Dziwnówek, de 73 km de longitud. Hay una línea de ferrocarril electrificada que conecta Szczecin y Swinoujscie; también a través de la isla hay varias carreteras y autopistas (autovías).

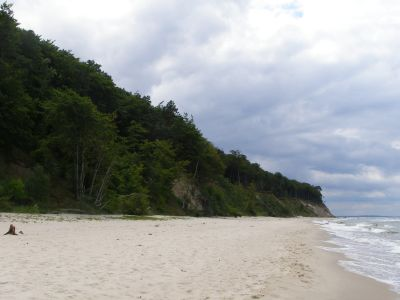
Playa en el parque nacional Wolin, oeste de Polonia.

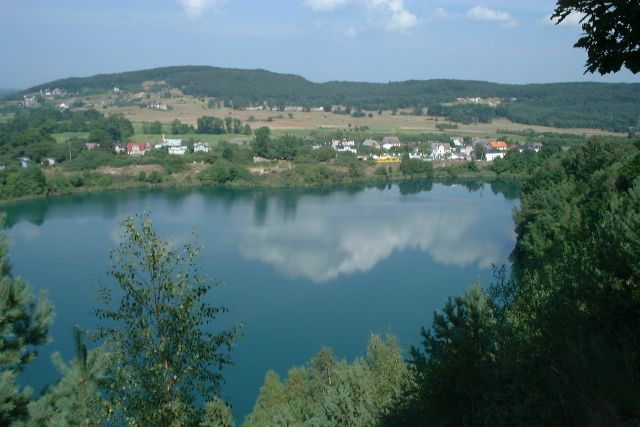
Vista de la isla.

## Historia
Un documento medieval de alrededor de 850, llamado Geógrafo de Baviera por su creador anónimo, menciona la tribu eslava de Volinianos que entonces contaba con 70 fortalezas (Uelunzani civitates LXX). La ciudad de Wolin fue mencionada por primera vez en el siglo X. Los arqueólogos creen que en la Alta Edad Media hubo un gran emporio comercial, que se extendía a lo largo de cuatro kilómetros en la costa y que rivaliza en importancia con Birka y Hedeby.
Los hallazgos arqueológicos en la isla no son muy ricos, pero en un lugar de 20 hectáreas está lo que se cree fue el segundo mayor mercado del Báltico de la época de los vikingos después de Hedeby. Algunos eruditos especulan que Wolin puede haber sido la base para los asentamientos semilegendarios de Jomsborg y Vineta. Esto es puesto en duda por otros.
Alrededor de 972 la isla pasó a ser dominada por Polonia, a través del príncipe Miecislao I. Sin embargo, no se sabe si Wolin se convirtió en parte de Polonia, o si se trataba solo de un feudo. La influencia polaca no fue firme y terminó hacia 1007. En los años siguientes Wolin se hizo famosa por sus piratas, que saqueaban barcos en el Báltico. Como represalia, en 1043 fue atacada por el rey vikingo noruego Magnus el Bueno.
En el siglo XII la isla fue conquistada para el ducado de Pomerania por el rey polaco Boleslao III Wrymouth. También en ese momento los habitantes de Wolin aceptaron el cristianismo, y en 1140 el papa Inocencio II creó una diócesis cuya sede fue la ciudad de Wolin. En 1181 los duques de Pomerania decidieron aceptar al emperador alemán como su señor feudal en lugar de al rey de Polonia. Desde entonces Pomerania formó parte del llamado Sacro Imperio Romano Germánico y los pomeranianos fueron germanizados. En 1535 los habitantes de Wolin se hicieron protestantes y adoptaron la confesión luterana. En 1630 la isla fue capturada por Suecia y más tarde pasó a formar parte del Reino de Prusia. Wolin también sería conquistada por estos últimos en 1679.

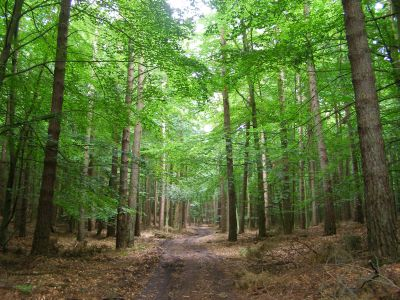
Bosque en el parque nacional Wolin, Polonia.

Desde la unificación política alemana en 1871 formó parte de Alemania. Como resultado de la derrota alemana en la Segunda Guerra Mundial, Alemania tuvo que ceder la isla a Polonia junto con otros territorios, Después de la anexión de Pomerania por Polonia en 1945, la población alemana fue expulsada y reemplazada por los polacos que a su vez habían sido expulsados de territorios en el este de Polonia y que esta se vio obligada a ceder a la Unión Soviética. Entonces los topónimos alemanes fueron traducidos o reconstituidos a una connotación original eslava en una versión moderna polaca. Esta es la razón por la que todos los lugares, tanto en esta isla como en Pomerania, también tienen nombres alternativos alemanes.